# Леонидов, Леон
Леон Леони́дов (Леонидофф) (англ. Leon Leonidoff; 2 января 1894, Бендеры, Бессарабская губерния — 29 июля 1989, Норт-Палм-Бич, Флорида) — американский хореограф и продюсер российского происхождения, основатель балетной компании «Isba Russe» (Русская изба).

## Биография
Родился в Бендерах в зажиточной еврейской семье, отец был занят в зерноторговле. Учился на медицинском факультете Женевского университета.
В 1920-х годах работал в Торонто, затем возглавлял балеты в нескольких нью-йоркских театрах (в том числе в «Театре Рокси» (англ.)), однако бо́льшую часть жизни был связан с мюзик-холлом Радио Сити, к руководству которым приступил в 1932 году и который возглавлял до выхода на пенсию в 1974 году. Продюсировал бродвейские выступления Мориса Шевалье. Был заместителем заведующего отделом развлекательных мероприятий еврейской филантропической организации United Jewish Appeal.
В 1932 году вместе с Винсентом Минелли поставил рождественское шоу Christmas Spectacular с хореографическим коллективом The Rockettes в Радио-сити-мьюзик-холле, ставшее с тех пор ежегодным.